# Ernst Raupach
Ernst Benjamin Salomo Raupach (21. května 1784, Strupice – 18. března 1852, Berlín) byl německý dramatik narozený na území dnešního Polska. Je řazen k romantismu. Setrvalé oblibě na evropských jevištích se těší zejména jeho drama Mlynář a jeho dítě (Der Müller und sein Kind). Zvláštní roli toto drama hrálo i ve vývoji českého divadla.
Vystudoval teologii na univerzitě v Halle, absolvoval roku 1903. V letech 1804 až 1822 působil jako učitel a vychovatel v Ruské říši, nejprve v blízkosti svého rodiště, posléze na panství u Moskvy a od roku 1814 v Petrohradě. V roce 1817 se stal profesorem všeobecných světových dějin na Petrohradské univerzitě. Z Ruska odešel poté, co zde vzrostly protiněmecké nálady. Cestoval pak po Itálii (1822 až 1823), chtěl se usadit ve Výmaru, ale odradilo ho chladné přijetí Goethem, a tak se roku 1824 usadil v Berlíně, kde dožil, a kde se načas stal nejmódnějším německým dramatikem své doby. Napsal osmdesátku divadelních her, tragédií i komedií. Psal i prózu, jedna z jeho povídek, Laßt die Todten ruhen z roku 1823, je považována za jednu z prvních upírských próz. Psal i libreta oper.
V řadě jeho her je znát podpora ideje odluky církve od státu, byl nicméně zastáncem absolutní monarchie, a to i v revolučním roce 1848.